# Phoenicoparrus
Phoenicoparrus Bonaparte, 1856 è un genere di uccelli della famiglia Phoenicopteridae.

## Tassonomia
Comprende le seguenti specie:
- Phoenicoparrus jamesi (P.L.Sclater, 1886) - fenicottero di James, diffuso nelle Ande settentrionali
- Phoenicoparrus andinus (Philippi, 1854) - fenicottero delle Ande, diffuso nelle Ande meridionali